# 林威
林威（英語：Lam Wai，1954年10月8日—），香港男演員，出身於邵氏第二期邵氏武術演員訓練班。1978年加入香港電影圈，曾與梅艷芳，成龍，周星馳，張學友，張曼玉，柯受良，李修賢，關之琳，劉德華等合作。

## 背景
林威早年在中國大陸出生，居住在山東省煙台市。上有胞姊，下有胞妹。父親經營出入口貿易公司，母親在內地定居時期則是一名英文科教師。林氏一家在1966年文化大革命發生期間被歸類為黑五類，當時林威正就讀小學五年級。由於林威喜歡電影，所以在學時會參加文工團，到鄉間演出。另外亦是一名籃球員，精於乒乓球、健身操及其他田徑項目。1978年，他申請來香港與父親及胞姊妹一同生活。不久報讀邵氏第二期邵氏武術演員訓練班，以自創套拳獲取錄，同學計有麥德羅、羅鴻等。
林威畢業後多在電影中擔任臨時演員。同期會在葵涌貨倉協助父親打理生意。直至1984年於一次的士高舞會中被動作指導陳會毅相中，推介給導演麥當雄，於是獲安排參演《省港旗兵》。他後來憑電影中飾演的男主角賊頭何耀東角逐1985年第4屆香港電影金像獎「最佳新人」獎。1990年代至2000年代初曾參演無綫電視和亞洲電視劇集。現時仍間中參演中港兩地的影視作品，是香港動作特技演員公會的成員。  現已慢慢淡出演藝圈多年近年回鄉 最近把日常養豬的影片上傳到網路，近況也曝了光。

## 個人生活
林威在1986年1月結婚，妻子是公司營業代表。兒子於1987年出生。

## 演出作品
*以下列表只記錄林威演出過的劇集作品，若有遺漏，請協助補充相關資料。

### 電視劇（無綫電視）
| 年份   | 劇名         | 角色 |
| 1993年 | 《武尊少林》 | 鐵虎 |

### 電視劇（亞洲電視）
| 年份   | 劇名                 | 角色 |
| 1996年 | 《千王之王重出江湖》 | 馬騅 |
| 1997年 | 《新包青天之仇之劍》 | 龍騫 |
| 2002年 | 《法內情2002》       | 鄧發 |

### 電視劇（其他）
| 年份   | 劇名                       | 角色             |
| 1992年 | 《廉政行動1992之偽證過關》 | 老劉             |
| 1992年 | 《獅子山下》之歷史時刻     | 小彥父親         |
| 1994年 | 《屋簷下》之心繭           |                  |
| 1996年 | 《計中計狀元財》           | 桂福安           |
| 1996年 | 《千秋英烈傳》             | 仇蓋天           |
| 1998年 | 《絕地蒼狼》               | 榮耀             |
| 1999年 | 《龍本多情》               | 盲琴師           |
| 2000年 | 《戰國紅顏》               | 伍子胥           |
| 2007年 | 《詠春》                   | 車震中           |
| 2014年 | 《探靈檔案》（網絡劇）     | 成叔             |
| 2014年 | 《紅色》                   | 七哥             |
| 2017年 | 《魔都風雲》               | 陳海龍（海老大） |
| 2017年 | 《回馬槍》                 | 龍振彪           |
| 2017年 | 《暖男記》                 | 顧曉軍           |
| 2019年 | 《一言九鼎》               | 湯永齡           |
| 2019年 | 《善始善終》               | 陀四方           |
| 2022年 | 《镜·双城》                | 怀仞             |
| 2022年 | 《墨白》                   | 韓希行           |
| 2025年 | 《一本正经》（網絡短劇）   | 老警长           |

### 電影
- 1979年《廣東十虎與後五虎》 飾 賭場守門人
- 1979年《出籠馬騮》
- 1979年《雜技亡命隊》
- 1979年《痳瘋怪拳》
- 1979年《賣命小子》
- 1980年《越戰僅存者》
- 1980年《奪棍》
- 1980年《萬人斬》
- 1980年《少林與武當》
- 1980年《鐵旗門》 飾 神鷹堂打手
- 1980年《大殺四方（英语：The Rebel Intruders）》
- 1980年《飛狐外傳》 飾 天龍門弟子
- 1981年《魔劍俠情》
- 1981年《碧血劍》
- 1981年《千王鬥千霸》
- 1981年《踩線》
- 1981年《龍虎少爺》 飾 藏經閣管理員
- 1981年《陸小鳳之決戰前後》 飾 黃衣和尚
- 1981年《射鵰英雄傳第三集》
- 1982年《沖宵樓》 飾 襄陽王府打手
- 1982年《賊王之王》
- 1982年《神鵰俠侶》
- 1982年《五遁忍術》
- 1982年《三十年細說從頭》
- 1982年《鬼畫符》
- 1982年《如來神掌》
- 1982年《俠客行》 飾 鎮天幫幫眾
- 1982年《獵魔者》
- 1983年《妖魂》
- 1983年《清宮啟示錄》
- 1983年《掌門人》
- 1983年《封神劫》
- 1983年《武林聖火令》 飾 竹山教教主
- 1983年《暗渠》
- 1983年《魔》
- 1983年《日劫》
- 1983年《種鬼》 飾 賭場客人
- 1984年《五郎八卦棍》
- 1984年《布衣神相》 飾 騙子
- 1984年《我愛神仙遮》 飾 賭檔流氓
- 1984年《魔殿屠龍》
- 1984年《洪拳大師》
- 1984年《好彩撞到你》
- 1984年《省港旗兵》 飾 何耀東
- 1985年《補鑊英雄》 飾 林豐
- 1985年《皇家師姐》 飾 裝甲車搶劫犯
- 1985年《時來運轉》 飾 戲院路人
- 1985年《夏日福星》 飾 男子（客串）
- 1985年《弟子也瘋狂》 飾 洪門長老
- 1985年《霹靂十傑》
- 1985年《皇家大賊》
- 1986年《兩公婆八條心》
- 1986年《皇家師姐2之皇家戰士》 飾 惡霸
- 1987年《養鬼仔》 飾 林威
- 1987年《倩女幽魂》 飾 夏侯
- 1987年《A計劃續集》 飾 鎮三環
- 1987年《義本無言》 飾 王漢
- 1988年《畫中仙》 飾 夏侯將
- 1988年《赤膽情》 飾 柳大川
- 1988年《飛龍猛將》 飾 手下
- 1988年《警察故事續集》 飾 鎮幫辦
- 1989年《傲氣雄鷹》 飾 趙Sir
- 1989年《西雅圖大屠殺》
- 1989年《倩女雲雨情》
- 1989年《同根生》 飾 張家威
- 1989年《省港雙龍》 飾 林彤
- 1989年《愛人同志》 飾 越南官員
- 1990年《賭王》 飾 林飛
- 1990年《摩登襯家》 飾 泰飛
- 1990年《喋血江湖》
- 1990年《血在風上》 飾 曹門
- 1991年《大哥讓位》 飾 林威
- 1991年《虎豹小子》
- 1991年《至尊殺手》
- 1991年《福星威龍》 飾 阿威
- 1991年《毒網》
- 1991年《智勇和尚》（小小少林）
- 1991年《花街神女》 飾 林教官
- 1992年《武狀元蘇乞兒》 飾 僧格林沁
- 1992年《鬼娘子》 飾 四眉
- 1992年《魔圖》
- 1992年《殺入地獄》
- 1992年《童子黨之街頭霸王》 飾 剛哥
- 1992年《黑道女霸王》
- 1992年《黑幫戰將》
- 1992年《毒狼》
- 1992年《霹靂寶座》
- 1992年《男兒無罪》 飾 林威（Jack）
- 1992年《孽火》
- 1992年《葡京大劫案》 飾 李中興
- 1992年《素女經之挑情寶鑑》 飾 厲昆
- 1992年《俾鬼玩》 飾 葉太能
- 1992年《雲雨第六感》 飾 大水牛
- 1993年《水滸傳之英雄本色》 飾 陸謙
- 1993年《歲月風雲之上海皇帝》 飾 侯飛
- 1993年《上海皇帝之雄霸天下》 飾 侯飛
- 1993年《唐伯虎點秋香》 飾 寧王
- 1993年《男與女》 飾 李先生
- 1993年《神鬼奇兵》
- 1993年《'93街頭霸王》
- 1993年《獵殺豪放女》
- 1993年《情難自制》 飾 龔飛
- 1993年《火舞風雲之北妹》
- 1993年《一代梟雄之三支旗》 飾 何隊長
- 1993年《一九四九之劫後英雄傳》 飾 范庭孫
- 1994年《開發區殺人事件》
- 1994年《馬戲小子》 飾 張義天
- 1994年《海角危情》 飾 殺手組織頭目
- 1994年《六指琴魔》 飾 鬼聖
- 1994年《流氓律師》 飾 吳秉正
- 1994年《魔域追兇》 飾 黑松
- 1994年《生死一線》
- 1994年《追捕野狼幫》 飾 梁山伯
- 1994年《無盡的愛》 飾 KK
- 1995年《黑道追緝令》 飾 議長
- 1995年《整容》
- 1995年《緝毒先鋒》 飾 馮宵
- 1995年《怒海威龍（英语：Tough Beauty and the Sloppy Slop）》 飾 香港官員
- 1996年《神勇小拳童》 飾 何仁
- 1996年《金榜題名》 飾 老三
- 1996年《江湖情仇》
- 1997年《終極火線》
- 1997年《暴逆先鋒》
- 1997年《街頭悍將》
- 1997年《豪情雄心》
- 1997年《猛鬼通宵陪住你》 飾 黃河
- 1997年《完全摧花手冊》 飾 李
- 1997年《龍城正月》 飾 胡丹龍
- 1998年《極道英雄》
- 1998年《重振精武門》 飾 隊長
- 1999年《黑旋風李逵》
- 1999年《劍少爺》 飾 霸天
- 1999年《護花情迷》
- 2000年《楚留香後傳之西門無恨》 飾 西門不弱
- 2000年《愛殺2000》
- 2000年《陷阱》
- 2000年《生日夜驚魂》
- 2000年《變態殺人狂》
- 2001年《極速殭屍》 飾 天魔
- 2001年《機動部隊臥黑道》
- 2002年《古惑仔之野獸》
- 2002年《黑俠VS賭聖》 飾 柳長空
- 2003年《龍虎英雄》
- 2004年《古宅魅影》
- 2005年《無敵小子霍元甲》
- 2005年《無敵鐵砂掌》 飾 馬大鵬
- 2006年《飛刀》 飾 柳光宗
- 2006年《龍虎豹》
- 2006年《鬼厲魂》
- 2006年《情意拳拳》 飾 龍叔
- 2007年《新忠烈圖》
- 2007年《武生情未了》
- 2007年《梟龍》 飾 石子明
- 2007年《江南平寇記》 飾 鎮南王
- 2008年《盤尼西林1944》 飾 李隊長
- 2009年《尋找成龍》 飾 金先生
- 2010年《月滿軒尼詩》 飾 愛蓮舅舅
- 2010年《龍鳳店》 飾 朱宸濠
- 2010年《截拳道》 飾 楊總
- 2010年《毒禍》
- 2011年《少年鄧恩銘》
- 2011年《開心大冒險》 飾 雄五
- 2011年《楊門女將之軍令如山》 飾 王強
- 2011年《毒禍2》 飾 羅仲謙
- 2012年《聽風者》 飾 楊船長
- 2012年《賽車手》 飾 肖勁坤
- 2013年《同謀》 飾 阿鵬
- 2013年《功夫戰鬥機》
- 2014年《盂蘭神功》 飾 嘯天
- 2014年《情笛之愛》 飾 肖老師
- 2014年《我是你的野蠻女友》
- 2014年《英雄之戰》 飾 獨龍戰友
- 2015年《午夜蝙蝠》
- 2016年《怦·心跳》 飾 王竹嵐
- 2017年《羞羞的鐵拳》 飾 吳德
- 2019年《廉政風雲 煙幕》 飾 陳超群
- 2019年《好小子，好功夫》 飾 老何
- 2019年《真愛不遲到》
- 2019年《藥神皇太子：龍之刺》 飾 趙國公
- 2023年《孤注一掷》 飾 顧天之父亲
- 待考《獵殺事件》

## 外部連結
- 林威的新浪微博
- 林威在香港影庫上的簡介